# ستيف بانكس
ستيف بانكس (بالإنجليزية: Steve Banks) (9 فبراير 1972 في المملكة المتحدة - ) هو لاعب كرة قدم بريطاني في مركز حراسة المرمى. لعب مع برادفورد سيتي وبولتون واندررز ودندي يونايتد وسانت جونستون وستوك سيتي ونادي بلاكبول ونادي روتشديل ونادي غيلينغهام وهارت أوف ميدلوثيان ووست هام يونايتد ونادي ويمبلدون.

## وصلات خارجية
- ستيف بانكس على موقع قاعدة بيانات كرة القدم.إي يو (الإنجليزية)
- ستيف بانكس على موقع Soccerbase.com (لاعب) (الإنجليزية)
- ستيف بانكس على موقع عالم كرة القدم.نت (الإنجليزية)